# Buffalo Storm
Il Buffalo Storm è stata una società di calcio statunitense con sede a Buffalo, nello stato di New York.

## Storia
Il Buffalo Storm venne fondato nel 1984 per gareggiare nella neonata United Soccer League, lega fondata per sostituire la defunta American Soccer League. Affidata all'argentino Francisco Escos, nella stagione d'esordio la squadra vinse la Nrothern Division, accedendo alla fase finale del torneo. Nella semifinale del torneo incontrarono i Ft. Lauderdale Sun, che dopo averli sconfitti vinsero poi il campionato.
Al termine del torneo la squadra terminò ogni attività.

## Allenatori
- 1984  Francisco Escos